# Eagle Lake (Minnesota)
Eagle Lake è una città degli Stati Uniti d'America, situata in Minnesota, nella contea di Blue Earth.